# Pedreiras (Porto de Mós)
Pedreiras é uma povoação portuguesa sede da Freguesia de Pedreiras do Município de Porto de Mós, freguesia com 11,28 km² de área e 2548 habitantes (censo de 2021), tendo, por isso, uma densidade populacional de 225,9 hab./km².
A freguesia foi criada pela lei n.º 1.702 , de 19/12/1924, com lugares da Freguesia de Juncal.

## Demografia
A população registada nos censos foi:
| Distribuição da População por Grupos Etários | Distribuição da População por Grupos Etários | Distribuição da População por Grupos Etários | Distribuição da População por Grupos Etários | Distribuição da População por Grupos Etários |
| -------------------------------------------- | -------------------------------------------- | -------------------------------------------- | -------------------------------------------- | -------------------------------------------- |
| Ano                                          | 0-14 Anos                                    | 15-24 Anos                                   | 25-64 Anos                                   | > 65 Anos                                    |
| 2001                                         | 467                                          | 356                                          | 1365                                         | 467                                          |
| 2011                                         | 394                                          | 317                                          | 1431                                         | 563                                          |
| 2021                                         | 323                                          | 302                                          | 1311                                         | 612                                          |

## História
A freguesia de Pedreiras foi criada pela Lei 1702 de 19/12/1924, sendo desmembrada das Freguesias de S. João Batista e S. Pedro de Porto de Mós e de S. Miguel do Juncal.  Pouco tempo antes, em 5 de agosto do mesmo ano (1924), havia sido criada a Paróquia de Pedreiras, por provisão de D. José Alves Correia da Silva, então Bispo de Leiria.

## Aspetos de Interesse
Para ver e apreciar na freguesia de Pedreiras, encontra a Igreja Paroquial, a Igreja Velha, cuja construção inicial ocorreu em 1602, hoje, Capela de Velório, o Fontenário, o Coreto (duplo), o Cruzeiro, o Salão Paroquial, os Carvalhos centenários, assim como os monumentos dedicados aos três jovens da freguesia falecidos em África durante a Guerra Colonial, que foram esculpidos por canteiros da freguesia. Ali perto, na Estrada Real Dª. Maria, poderá ver e apreciar o enorme portão da antiga Estalagem Real da Mala Posta (propriedade privada).
A nascente, no sopé da Serra dos Candeeiros, na zona do Cabeço, encontra um local de grande beleza, com o velho Moinho de vento, a Casa da Mula, o Parque de caravanismo (aberto no verão) e o Circuito de manutenção que tem uma extensão com cerca de 3 quilómetros, a Pia do Bernardo (propriedade privada). Mais acima, em percurso um pouco difícil, poderá ver o Areeiro do Vale da Malhada (não entrar) e a Casa dos caçadores. Tanto do Moinho como do Areeiro, poderá desfrutar a bela paisagem desta Freguesia e mais além o horizonte em direcção ao Oceano Atlântico.
Na Cruz da Légua, poderá apreciar a Capela de São Cristóvão, o Cruzeiro junto à Associação de Bem-Estar e o Painel de azulejo, que retrata as várias atividades desenvolvidas na Freguesia. No local das festividades, junto à Capela de S. Cristovão avista a Freguesia na vertente contrária, tendo a Serra dos Candeeiros pela frente. Mais para Norte temos a Moitalina com as suas Olarias tradicionais, em atividade.
Na Tremoceira, poderá apreciar-se a Capela de São João Baptista (propriedade particular), as olarias tradicionais em atividade e os fontanários.
Por toda a Freguesia encontra vários bares e cafés, alguns mini-mercados, todos bem acolhedores, assim como restaurantes com as suas ementas caseiras e regionais a preços acessíveis.
Na freguesia realizam-se anualmente várias festas; em Janeiro em honra de São Sebastião, o Padroeiro da Freguesia, em Junho de Santo António e da Senhora da Piedade, em Julho na Cruz da Légua de São Cristóvão, em Setembro (1º. fim-de-semana) na Tremoceira de São João, no segundo fim de semana de Setembro o Festival Moinho de Vento (organizado pelos jovens com o apoio da junta de freguesia) e em Setembro/Outubro do Sagrado Coração de Jesus (tradicionalmente é organizada pelos cinquentenários)